# Граф Парис
Граф Парис (англ. Count Paris) — персонаж трагедии английского писателя Уильяма Шекспира «Ромео и Джульетта» (ок. 1595), рассказывающей о любви юноши и девушки из двух враждующих веронских родов — Монтекки и Капулетти. Парис официальный жених Джульетты Капулетти. Родственник князя Вероны Эскала и Меркуцио, друга Ромео Монтекки. После мнимой смерти девушки возле фамильного склепа Капулетти был убит её возлюбленным Ромео. Хорош собой, богат, храбр, воспитан, благороден; в семье Капулетти его считают очень хорошим женихом для Джульетты. Характер почти не описан Шекспиром и не эволюционирует, в отличие от Ромео, с которым по ходу действия сопоставляется.    

## В пьесе
Граф Парис молодой родственник князя (герцог) Вероны Эскала: «Парис, юный вельможа, родственник князя» (Paris, a young noblemen, kinsman to the Prince), — указывается о нём в списке действующих лиц. Родственник Меркуцио, друга Ромео Монтекки. Красив собой («Он мужчина из воска» говорит о нём Кормилица, то есть выглядит словно искусная восковая фигура, «картинка»), благороден, воспитан и богат, вероятно несколько старше Ромео. В начале пьесы (Акт I, сц. II) Парис просит главу семьи Капулетти выдать за него Джульетту. Отец очень рад такой выгодной партии, но ссылается на молодость дочери (через несколько недель исполнится 14 лет). Он просит графа произвести впечатление на девушку на празднике и завоевать её сердце. Капулетти посылает слугу к знатным людям Вероны с приглашением на бал. Кормилица его единственной дочери Джульетты, которая рада сватовству красавца Париса, зовёт свою любимицу к синьоре Капулетти. Мать напоминает девушке, что она уже взрослая, и вечером на балу ей предстоит знакомство с женихом. Она описывает графа метафорически, в стиле сонетов Петрарки и его подражателей, сравнивая его с книгой без переплёта — символ неженатого человека, и намекает на золотую пряжку, которая должна стать украшением оправы — жену. Повинуясь родительской воле Джульетта говорит, что согласна и будет вести себя учтиво с гостем. Сам момент свидания в пьесе не представлен. Вероятно согласно этикету встреча состоялась, но граф не произвёл на неё впечатления, так как девушка о нём не вспоминает. Кроме того, на балу она знакомится с Ромео и молодые люди из семей, между которыми ведётся смертельная борьба, влюбляются друг в друга. 
После убийства Ромео Тибальта, племянника Капулетти, (вероятно единственного прямого мужского наследника семьи) в семье Джульетты решают ускорить её брак с Парисом. Князь навечно изгоняет Ромео из Вероны. Старый Капулетти угрожает отречься от дочери и выгнать её из своего дома, если она не выйдет замуж за Париса. В итоге девушка соглашается, а её отец лично идёт сообщить Парису эту весть, что подчёркивает какое значение придавалось этому браку. Несмотря на недавнюю смерть Тибальта отец невесты готовится отпраздновать свадьбу. В келье монаха Лоренцо, который тайно обвенчал Ромео и Джульетту, Парис пытается добиться расположения своей официальной невесты, обращаясь к ней как к своей жене и говоря, что они поженятся в четверг (действие пьесы происходит в течение пяти дней). Это была их единственная встреча представленная в пьесе. Девушка разговаривала корректно и уклончиво, а Парис принял её сухость за траур по Тибальту. Также как и старый Капулетти он считает, что свадьба должна развеселить девушку. После его ухода она говорит Лоренцо, что готова умереть, только бы не быть с Парисом. 

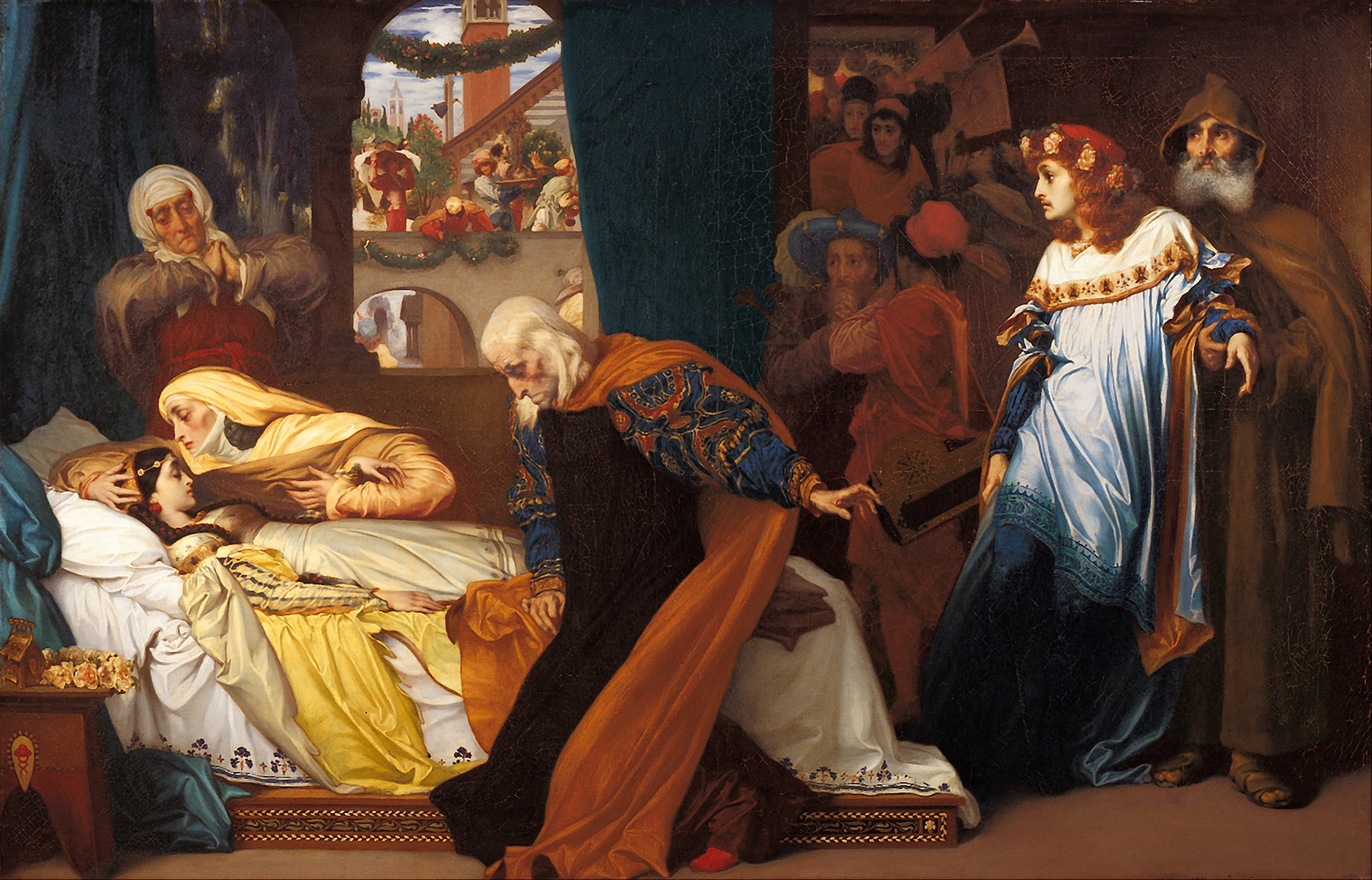
Фредерик Лейтон. Сцена в склепе Джульетты. Парис стоит несколько правее от центральной части композиции

Последнее появление Париса в пьесе происходит на кладбище, где Джульетта, которая приняла снадобье, которое привело её в состояние, подобное смерти, была похоронена в брачном наряде в семейном склепе Капулетти. Полагая, что она умерла, Парис пришёл оплакивать её в одиночестве и возложить цветы. Он признаётся Джульетте в любви, говоря, что будет рыдать по ней каждую ночь. Вскоре после этого появляется Ромео, сам обезумевший от горя. Он идёт к могиле и случайно сталкивается с графом, который считает, что Ромео пришёл осквернить гробницу Джульетты (Ромео взломал дверь склепа). Как и Тибальт он называет его преступником (felon), а Ромео даже не подозревает об отношениях Джульетты и Париса. Завязывается дуэль, в ходе которой граф погибает. Перед смертью он просит Ромео похоронить его рядом с Джульеттой. Ромео исполняет это желание (Акт V, сц. 3). Думая, что Джульетта мертва, и не зная, что это лишь глубокий сон, Ромео выпивает яд. Отец Лоренцо появляется в склепе, где видит тела Ромео и Париса. Услышав шум стражи, вызванной слугой графа монах вынужден уйти. Джульетта просыпается и в отчаянии, видя труп возлюбленного, закалывает себя. Вскоре в склеп прибывают представители обеих семей и князь. Лоренцо объясняет ситуацию. Над телами своих детей семьи Монтекки и Капулетти забывают о своей розни.

## Характеристика
В новелле «Новонайденная история двух благородных влюблённых и их печальной смерти, произошедшей в Вероне во времена синьора Бартоломео делла Скала» (Historia novellamente ritrovata di due nobili amanti, 1524) Луиджи Да Порто, где впервые названы Ромео и Джульетта, персонаж известен как Лондроне, а у Маттео Банделло появляется имя Парис (граф Парис ди Лодроне). В новелле XXV из второго тома сборника «Дворец удовольствий» Уильяма Пейнтера назван как Парис, граф Лондроне. Мать Джульетты «очень обрадовалась, что для дочери нашли столь благонравного джентльмена, тайком призвала к себе Джульетту и рассказала о договорённости между её отцом и графом Парисом, расписав красоту и любезность молодого вельможи, добродетели которого все расхваливали, и вдобавок присовокупив, что он был очень богат и удачлив, а посему она и её близкие всегда будут жить в почёте». Парис погибает от руки Ромео впервые именно у Шекспира, который расширил его роль в сюжете, а у его предшественников ничего не говорится о последующей судьбе персонажа.  

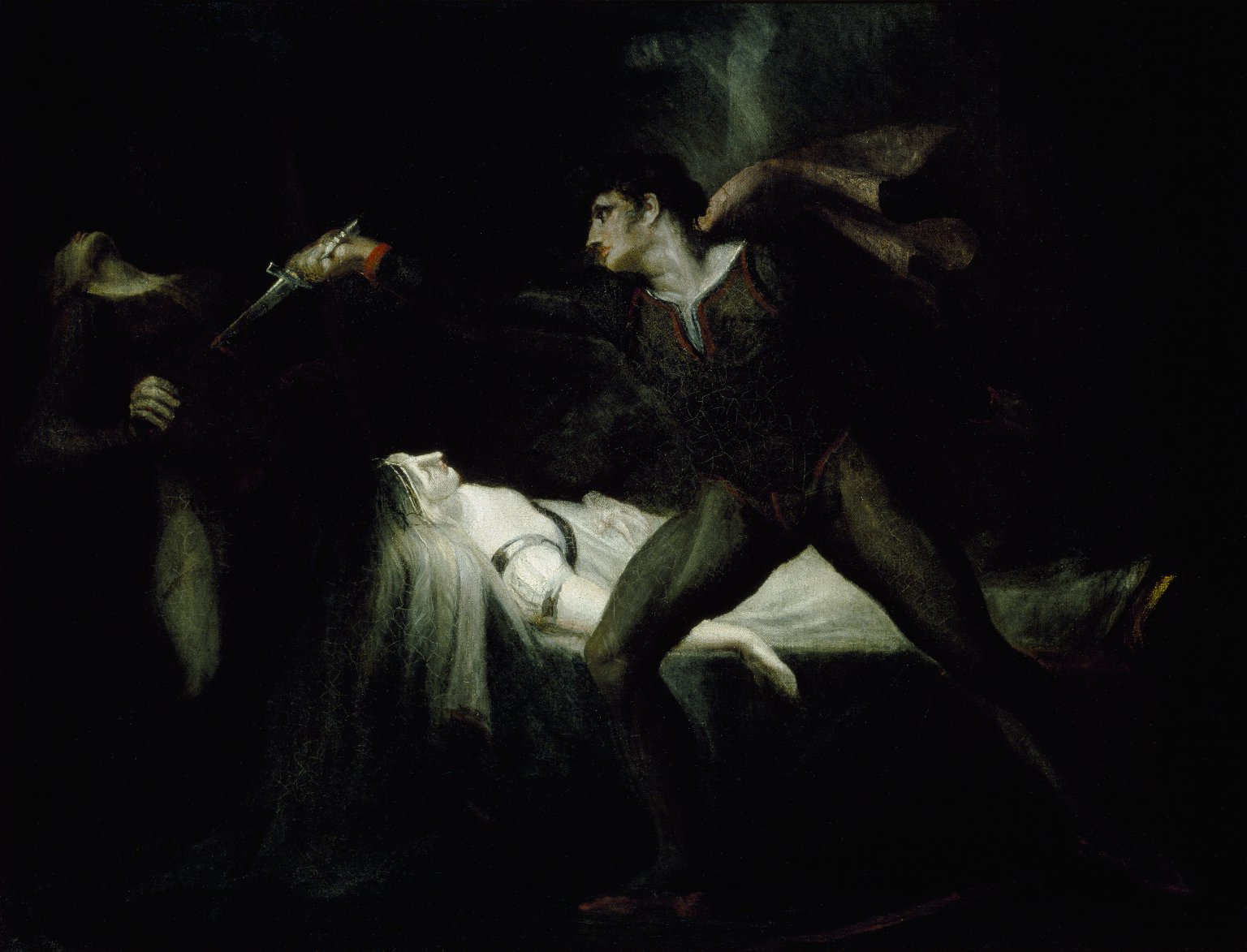
Ромео наносит смертельный удар Парису на могиле Джульетты. Иоганн Генрих Фюсли, 1809

Литературовед Михаил Морозов особо выделил тот факт, что Шекспир сделал Париса привлекательным молодым человеком («Что за мужчина!» — хвалила его нянька), обладающим куртуазными манерами («рыцарь без страха и упрёка» — пожелание похоронить его рядом с Джульеттой). По отношению к графу проявляется постоянство девушки, её верность чувству. «Не внемля советам кормилицы, она предпочла „выгодному“ жениху, блестящему Парису, обездоленного изгнанника Ромео. Она восстала не только против „традиций“ своей „патриархальной“ семьи, но и против практического буржуазного „здравого смысла“, воплощённого в советах кормилицы». В литературе отмечалось, что Тибальт и Парис представляют два полюса по отношению к благородному поведению: если первый считает учтивость недостойным занятием, то для графа это основа образа жизни. Кроме того, по ходу развития сюжета постоянно проводится мотив противопоставления Париса и Ромео (образ которого проходит быстрое возмужание по ходу действия). Согласно комментарию литературоведа Александра Смирнова, при всех своих блестящих внешних качествах, которые автор мог сделать менее привлекательными, Парис всё же «внутренне пуст и бездушен». В этом отношении показательны слова няни, что он словно сделан из воска. «В нём нет огненного чувства Ромео, все его слова и движения посредственны, лишены значительности. Он оплакивает Джульетту, считая, что она умерла, и приносит на её могилу цветы, но он оказался в силах пережить её». Согласно «Большой энциклопедии литературных героев», с функциональной точки зрения значимость Париса «напрямую связана с ролью влюблённого, а характер почти не описан. Он довольно неприятен, когда хочет ускорить брак, не спрашивая мнения Джульетты, и, вместе с тем, трогателен, когда оплакивает её и украшает цветами могилу». 